# Malhory Noc
Malhory Noc (Les Abymes, 9 januari 1998) is een Frans-Guadeloups voetballer die als aanvaller voor FC Dordrecht speelde.

## Carrière
Malhory Noc doorliep de jeugdopleiding van Girondins de Bordeaux, waar hij van 2015 tot 2018 in het tweede elftal speelde. Hierna speelde hij een seizoen in het tweede elftal van Stade Brestois. In 2019 maakte hij de overstap naar C'Chartres Football, uitkomend in het Championnat National 2. Na een seizoen vertrok hij naar US Boulogne, wat een niveau hoger speelde, in het Championnat National, het hoogste amateurniveau van Frankrijk. In 2022 tekende hij voor twee jaar bij FC Dordrecht. Hij maakte zijn debuut in het profvoetbal op 5 augustus 2022, in de met 0-2 verloren thuiswedstrijd tegen Roda JC Kerkrade. Hij kwam in de 60e minuut in het veld voor Boubakar Camara. Door blessures kwam hij pas in de tweede seizoenshelft aan vaste speeltijd toe. Hij scoorde zijn enige doelpunt voor Dordrecht op 15 september 2023, tegen Jong FC Utrecht. Hij maakte in de 94e minuut de 3-3, om een comeback van een 0-3 achterstand te voltooien. In januari 2024 werd het contract van Noc bij Dordrecht ontbonden.

### Statistieken
| Seizoen                     | Club                    | Land           | Competitie             | Competitie | Competitie | Beker | Beker | Totaal | Totaal |
| Seizoen                     | Club                    | Land           | Competitie             | Wed.       | Dlp.       | Wed.  | Dlp.  | Wed.   | Dlp.   |
| --------------------------- | ----------------------- | -------------- | ---------------------- | ---------- | ---------- | ----- | ----- | ------ | ------ |
| 2015/16                     | Girondins de Bordeaux B | Frankrijk      | CFA                    | 3          | 0          | –     | –     | 3      | 0      |
| 2016/17                     | Girondins de Bordeaux B | Frankrijk      | CFA 2                  | 5          | 1          | –     | –     | 5      | 1      |
| 2017/18                     | Girondins de Bordeaux B | Frankrijk      | Championnat National 3 | 22         | 1          | –     | –     | 22     | 1      |
| 2018/19                     | Stade Brestois B        | Frankrijk      | Championnat National 3 | 21         | 6          | –     | –     | 21     | 6      |
| 2019/20                     | C'Chartres Football     | Frankrijk      | National 2             | 17         | 1          | 2     | 0     | 19     | 1      |
| 2020/21                     | US Boulogne             | Frankrijk      | Championnat National   | 11         | 0          | 1     | 0     | 12     | 0      |
| 2021/22                     | US Boulogne             | Frankrijk      | Championnat National   | 26         | 3          | 0     | 0     | 26     | 3      |
| 2021/22                     | US Boulogne B           | Frankrijk      | National 3             | 1          | 0          | –     | –     | 1      | 0      |
| 2022/23                     | FC Dordrecht            | Nederland      | Eerste divisie         | 15         | 0          | 0     | 0     | 15     | 0      |
| 2023/24                     | FC Dordrecht            | Nederland      | Eerste divisie         | 12         | 1          | 0     | 0     | 12     | 1      |
| Carrièretotaal              | Carrièretotaal          | Carrièretotaal | Carrièretotaal         | 133        | 13         | 3     | 0     | 136    | 13     |
| Bijgewerkt op 28 april 2024 |                         |                |                        |            |            |       |       |        |        |